# Informationsbehov
Informationsbehov er en form for behov, der kan sammenlignes med uddannelsesbehov. Det er ikke nødvendigvis et behov, man føler man har, og ens lærere og arbejdsgivere kan have et andet syn på ens uddannelses- og informationsbehov end man selv har. Informations- og uddannelsesbehov ligner også hinanden ved at de grundlæggende drejer sig om midler til at løse (andre) problemer: Hvis man fx skal flyve billigt, har man behov for information om forskellige flyselskabers priser. Det, man egentlig har behov for er en billet, man kan betale. Information er blot et middel hertil. 
Informationsbehov kan f.eks. være uddannelsesrelaterede, forskningsrelaterede, dannelsesrelaterede, rekreativt orienterede, professionelt orienterede m.v. Biblioteker, informationssystemer og informationstjenester repræsenterer institutioner, hvis formål det er at varetage eksisterende eller potentielle informationsbehov. Kulturpolitiske, uddannelsespolitiske og andre politiske områder ligger til grund for de samfundsinstitutioner, der varetager disse services. 
I forbindelse med forskning er forskerens informationsbehov bestemt af det forskningsspørgsmål, der stilles og den teoriramme (paradigme), der ligger til grund for spørgsmålet. Hermed er begrebet informationsbehov knyttet til begrebet relevans.